# 奧斯納布羅克鎮區 (北達科他州卡弗利爾縣)
奧斯納布羅克鎮區（英語：Osnabrock Township）是位於美國北達科他州卡弗利爾縣的一個鎮區。

## 地方資料
奧斯納布羅克鎮區的面積為93.09平方千米，當中陸地面積為91.96平方千米，而水域面積為1.13平方千米。根據2020年美國人口普查的數據，當地共有人口23人，而人口密度為每平方千米0.25人。